# Strefa Spękań Tjörnes
Strefa spękań Tjörnes (ang. Tjörnes fracture zone, TFZ) – strefa spękań na Morzu Grenlandzkim przy półwyspie Tjörnes na północnym wybrzeżu Islandii. Ostatnia erupcja miała miejsce w 1868 roku. 

## Opis
Strefa spękań Tjörnes znajduje się na Morzu Grenlandzkim na głębokości 75 m w pobliżu półwyspu Tjörnes na północnym wybrzeżu Islandii. Oddziela Północną Strefę Wulkaniczną (ang. North Volcanic Zone, NVZ) od Kolbeinsey Ridge, części Grzbietu Śródatlantyckiego. Ostatnia erupcja miała miejsce w latach 1867–1868 w południowo-wschodniej części strefy na północ od wyspy Manareyjar. 